# 草莓凤仙花
草莓鳳仙花（学名：Impatiens fragicolor）为凤仙花科凤仙花属的植物，是中国的特有植物。分布在中国大陆的西藏等地，生长于海拔3,100米至3,900米的地区，常生长在路边、河边草丛中或水沟边湿地，目前尚未由人工引种栽培。